# Mausac (Alta Garona)
Mausac (francès Mauzac) és un municipi francès, situat a la regió d'Occitània, departament de l'Alta Garona.